# Ontario Highway 401
La King's Highway 401, comunemente indicata come Highway 401 e conosciuta anche con il suo nome ufficiale come Macdonald-Cartier Freeway o colloquialmente indicata anche come Four-oh-one, è un'autostrada ad accesso controllato della serie 400 nella provincia canadese dell'Ontario.

## Descrizione
Si estende per 828 km da Windsor a ovest, fino al confine tra Ontario e Québec a est. La parte dell'autostrada 401 che attraversa Toronto è l'autostrada più trafficata del Nord America, e una delle più ampie in larghezza. Insieme alla Quebec Autoroute 20 costituisce la spina dorsale del trasporto su strada del Quebec City-Windsor Corridor, lungo il quale risiede oltre la metà della popolazione canadese. È anche uno dei percorsi principali del sistema autostradale nazionale del Canada. Il percorso è gestito dal Ministero dei trasporti dell'Ontario (MTO) ed è pattugliato dalla polizia provinciale dell'Ontario. Il limite di velocità è di 100 km/h per tutta la sua lunghezza, con le uniche eccezioni del limite di 80 km/h in direzione ovest a Windsor e nella maggior parte delle zone urbanizzate, mentre il limite di velocità è di 110 km/h (68 mph) tra Windsor e Tilbury.

## Storia
Entro la fine del 1952, tre singole autostrade erano numerate "Highway 401": il Toronto Bypass, parzialmente completato tra Weston Road e Highway 11 (Yonge Street); l'Autostrada 2A tra West Hill e Newcastle; la Scenic Highway tra Gananoque e Brockville, ora nota come Thousand Islands Parkway. Queste tre sezioni di autostrada erano rispettivamente di 11,8, 54,7 e 41,2 km. Nel 1964, il percorso divenne completamente percorribile da Windsor al confine tra Ontario e Quebec. Nel 1965 ricevette una seconda designazione, Macdonald-Cartier Freeway, in onore di due "padri della confederazione canadese". Alla fine del 1968, il tratto Gananoque – Brockville fu modificato in modo da evitare le aree urbanizzate, e il tratto terminale a Kingston fu spostato per lo stesso motivo, rendendo l'autostrada 401 un'autostrada senza pedaggio per l'intera lunghezza di 817,9 km. Dal 2007, una parte dell'autostrada tra Trenton e Toronto è stata designata Highway of Heroes, poiché il percorso è percorso da convogli funebri per il personale delle Canadian Armed Forces dal CFB Trenton all'ufficio del medico legale.
Nel 2011 è iniziata la costruzione di un'estensione verso ovest chiamata "Rt. Hon. Herb Grey Parkway". Questo nuovo percorso segue ma non sostituisce l'ex Highway 3 tra l'ex estremità dell'autostrada e la EC Row Expressway: in questo punto curva e continua parallela a quel percorso verso il sito del futuro Gordie Howe International Bridge. Una sezione di 8 chilometri della strada panoramica, a est dello svincolo di EC Row, è stata aperta al pubblico il 28 giugno 2015, con la sezione rimanente completata e aperta il 21 novembre. Nell'estate del 2019 l'ampliamento dell'autostrada, tra l'autostrada/strada regionale 8 a Kitchener fino all'autostrada/strada regionale 24 a Cambridge a dodici corsie, è stata completata. Sono in corso piani per ampliare a sei corsie le restanti sezioni attualmente a quattro corsie tra Windsor e London e per ampliare il percorso tra Cambridge e Milton oltre al percorso nei dintorni di Oshawa. L'ampio sistema Collector-Express a più di dodici corsie attraverso Toronto e Pickering, e in parte attraverso Mississauga, è stato esteso a ovest fino a Milton nel dicembre 2022.